# 薬師寺 (岐阜市)
薬師寺（やくしじ）は岐阜県岐阜市中屋西にある薬師如来を本尊とする西山浄土宗の寺院で、山号は東方山。美濃新四国76番札所。
かつては郡上郡川添（現在の郡上市大和町剣の大間見川周辺）に天台宗の寺院として建立されたとされるが詳細は不明。慶長年間に起きた水害によって現在地に移転した。その際浄山が開山となり、浄土宗に改宗している。寺宝として岐阜市の文化財に指定されている円空作の木造薬師如来像と木像尼僧像を所蔵している。